# 韋謝利夫卡 (捷普利克區)
48°37′26″N 29°51′45″E / 48.62389°N 29.86250°E
韋謝利夫卡（烏克蘭語：Веселівка）是位於烏克蘭西部文尼察州裏海辛區的村莊，面積0.41平方公里，海拔高度175米，2001年人口1,011，人口密度每平方公里2,442.03人。